# James E. Webb

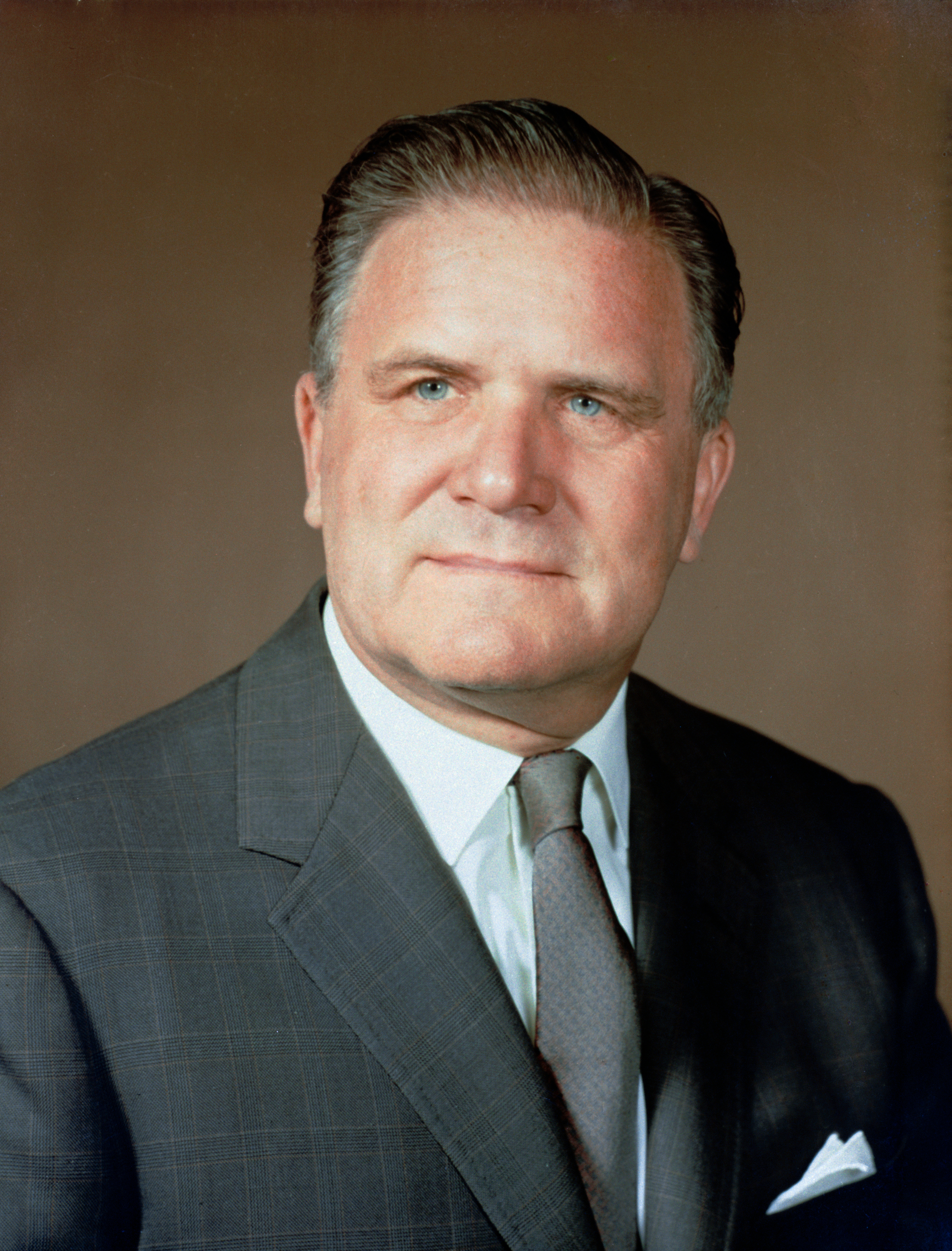
James E. Webb (1966)

James Edwin Webb (ur. 7 października 1906, zm. 27 marca 1992) – drugi administrator NASA, urzędujący od 14 lutego 1961 do 7 października 1968. Odpowiadał m.in. za realizację programu Apollo.
W 2002 roku, na cześć Jamesa Webba, Kosmiczny Teleskop Nowej Generacji (ang. Next Generation Space Telescope) został przemianowany na Kosmiczny Teleskop Jamesa Webba.